# Parasola plicatilis

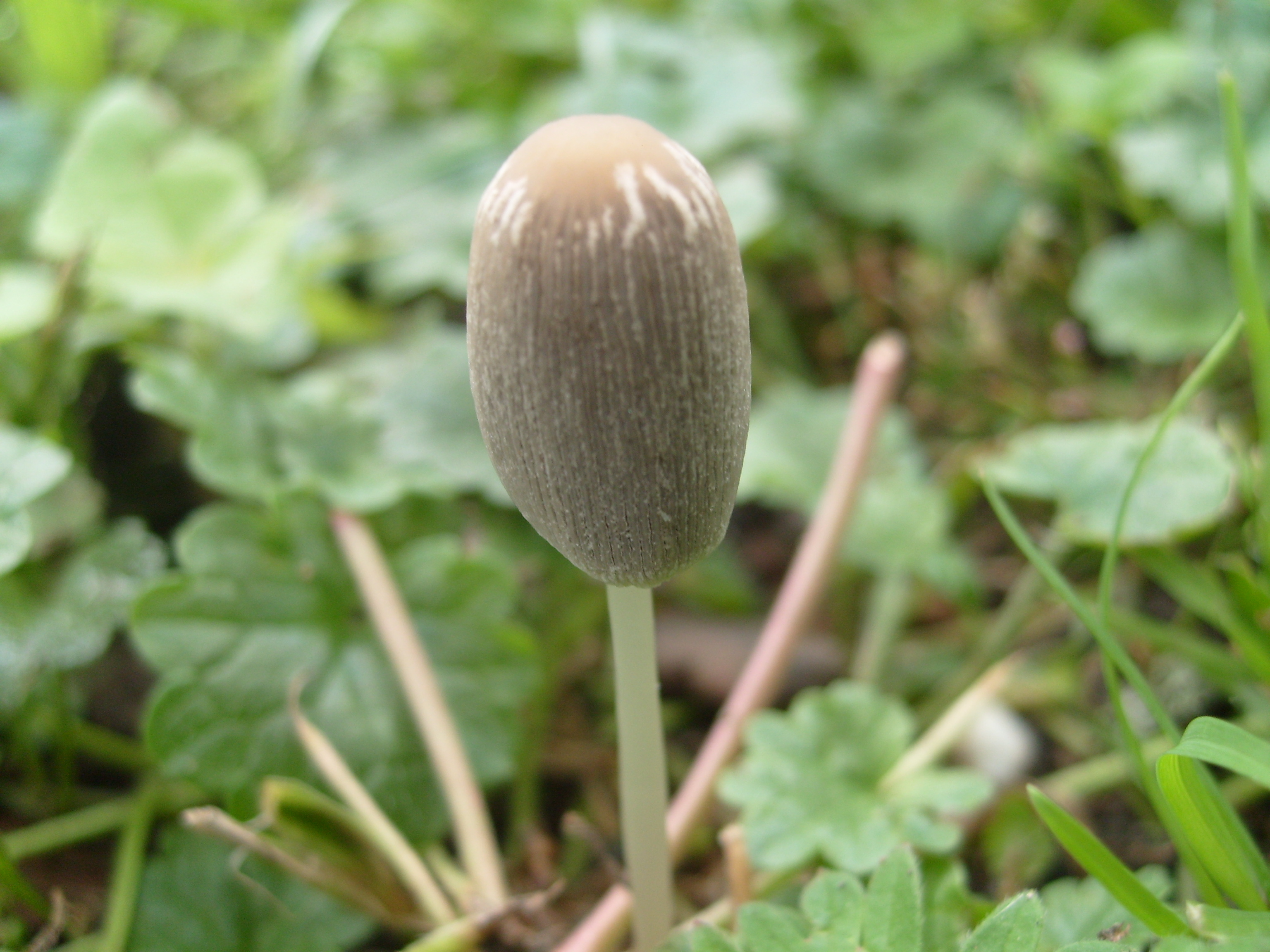
Młody owocnik

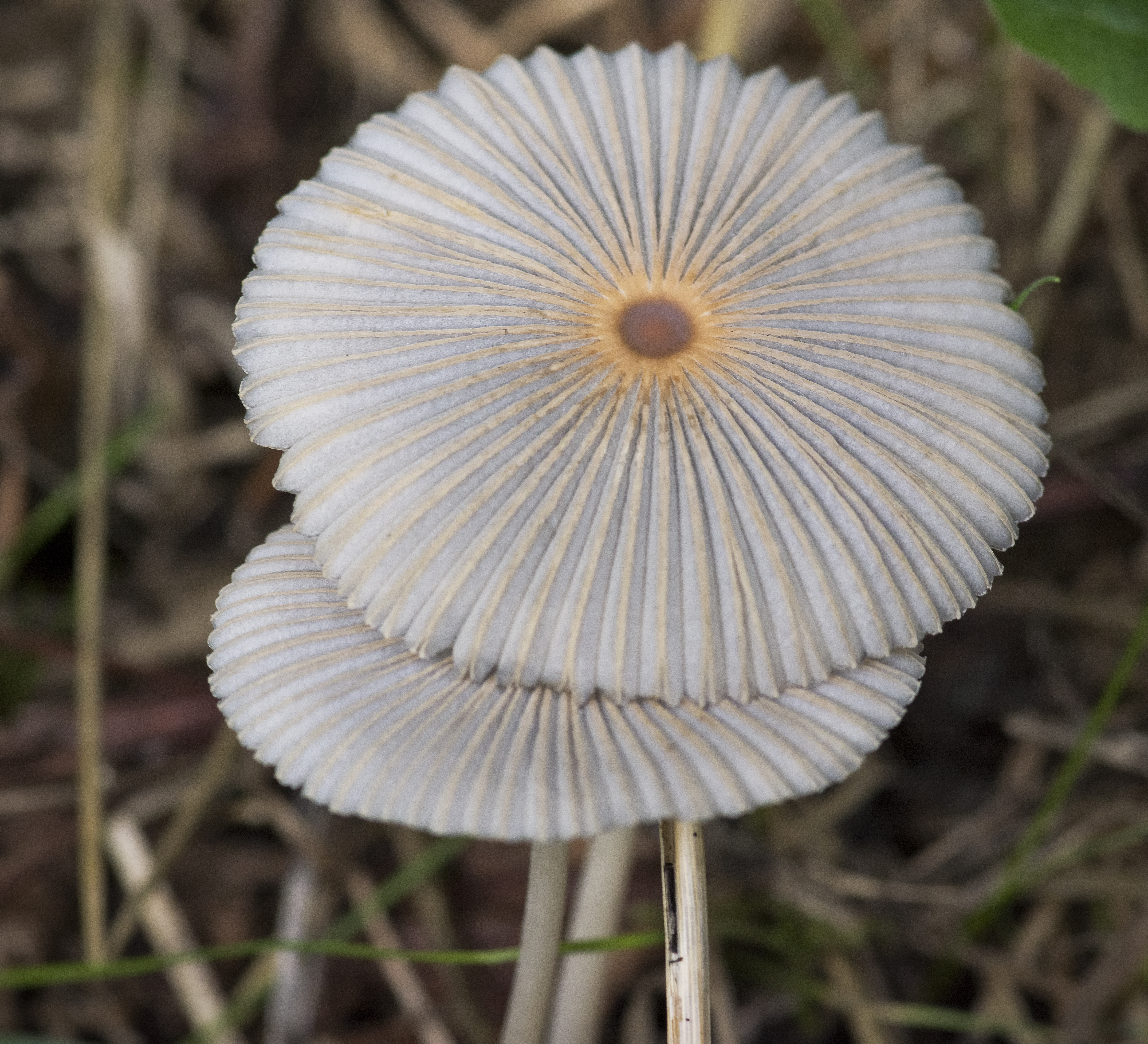
Owocniki dojrzałe

Parasola plicatilis (Curtis) Redhead, Vilgalys & Hopple, tzw. czernidłak fałdowany – gatunek grzybów należący do rodziny kruchaweczkowatych (Psathyrellaceae).

## Systematyka i nazewnictwo
Pozycja w klasyfikacji według Index Fungorum: Parasola, Psathyrellaceae, Agaricales, Agaricomycetidae, Agaricomycetes, Agaricomycotina, Basidiomycota, Fungi.
Po raz pierwszy opisał go w 1787 r. William Curtis nadając mu nazwę Agaricus plicatilis. W 1838 r. Elias Fries przeniósł go do rodzaju Coprinusref name=if/>. W wyniku badań filogenetycznych prowadzonych na przełomie XX i XXI wieku mykolodzy ustalili, że jest on polifiletyczny i rozbili go na kilka rodzajów. Obecną, uznaną przez Index Fungorum nazwę nadali temu gatunkowi Redhead, Vilgalys i Hopple w 2001 r.
Synonimy:
- Agaricus plicatilis Curtis 1787
- Coprinus plicatilis (Curtis) Fr. 1838
- Coprinus plicatilis var. filopes Wichanský 1968
- Coprinus plicatilis var. tenellus Rick 1906

Franciszek Błoński w 1890 r. i Józef Jundziłł w 1830 r. opisywali go jako bedłka fałdowa. Władysław Wojewoda w 2003 r. zaproponował nazwę czernidłak fałdowany (wówczas gatunek ten był znany jako Coprinus plicatus). Po przeniesieniu do rodzaju Parasola nazwa ta stała się niespójna z obecną nazwą naukową.

## Morfologia
Kapelusz
Kapelusz początkowo cylindryczny o średnicy 5–10 mm, potem kolejno elipsoidalny lub jajowaty, półkuliście wypukły, poziomo spłaszczony, płasko wypukły, z lekko wklęśniętym środkiem. Po dojrzeniu osiąga średnicę do 3,5 cm. Początkowo gładki, potem głęboko rowkowany od brzegu prawie do środka. Widoczne są przeświecające blaszki, w dojrzałych okazach w postaci głębokich, promienistych i równoległych bruzd. Powierzchnia początkowo o barwie od żółtawomiodowej do bladobrązowej, później szara, tylko środek ma cynamonowe zabarwienie. Brzeg szybko staje się karbowany.
Trzon
Wysokość 3–7 cm, grubość 1–2 mm, cylindryczny, delikatny i wewnątrz pusty. Podstawa lekko zgrubiała i nieco kutnerowata. Powierzchnia gładka, czasami nieco podłużnie jedwabista. Barwa początkowo biaława, potem bladoochrowa. Pierścienia brak.
Blaszki
Dość rzadkie, wykrojone, cienkie, o szerokości do 2 mm, czasami nieco wybrzuszone. W młodych owocnikach ostrza frędzelkowate. Początkowo białe, potem od zarodników szare, w końcu rozpływające się.
Miąższ
Bardzo cienki i kruchy, biały. Bez wyraźnego zapachu i smaku.
Cechy mikroskopowe
Wysyp zarodników czarny. Zarodniki w kształcie cytryny, rzadziej nieco elipsoidalne lub kątowo-jajowate, z widoczną ekscentryczną porą rostkową, gładkie, ciemnoczerwonobrązowe, o wymiarach 10–15,5 × od 8–11 µm, średnio grubościenne. Podstawki 4-sterygmowe. Pleurocystydy workowate lub szeroko cylindryczne o wymiarach do około 100 × 35 µm. Cheilocystydy workowatedo szeroko wrzecionowato-komorowatych i wymiarach do około 90 × 30 µm. Skórka zbudowana ze sferoidalnych komórek o zwężających się podstawach. Występują sprzążki.

## Występowanie
Gatunek szeroko rozprzestrzeniony. Występuje na wszystkich kontynentach poza Ameryką Południową i Antarktydą. Władysław Wojewoda w swoim zestawieniu grzybów wielkoowocnikowch Polski w 2003 r. nie podaje jego stanowisk, gdyż gatunek ten w Polsce jest pospolity na całym obszarze.
Saprotrof. Występuje w lasach liściastych, parkach, ogrodach, na obrzeżach lasów, przy drogach. Owocniki na ziemi, wśród traw, od kwietnia do października. Preferuje podłoża bogate w materię organiczną, zwłaszcza związki azotu. Przeważnie pojawiają się po dłuższych opadach deszczu.

## Gatunki podobne
Najbardziej podobne są: Parasola auricoma (tzw. czernidłak złotawy), Pseudocoprinus lacteus, Parasola leiocephala (tzw. czernidłak cienisty) i Parasola lilatincta. Pewne ich rozróżnienie możliwe jest tylko poprzez analizę mikroskopowych cech budowy. Charakterystyczną cechą P. plicatilis są duże i kanciaste zarodniki z ekscentrycznymi porami rostkowymi. P. leiocephala jest morfologicznie praktycznie identyczna. Mikroskopowo odróżnia się mniejszymi i bardziej kanciastymi zarodnikami.